# TT323
| Y3 · Y1 | D46 · W24 · Z7 | D51 · D40 |

| Y3 · Y1 | D46 · W24 · Z7 | D51 · D40 |

TT323 (Theban Tomb 323) è la sigla che identifica una delle Tombe dei Nobili ubicate nell'area della cosiddetta Necropoli Tebana, sulla sponda occidentale del Nilo dinanzi alla città di Luxor, in Egitto. Destinata a sepolture di nobili e funzionari connessi alle case regnanti, specie del Nuovo Regno, l'area venne sfruttata, come necropoli, fin dall'Antico Regno e, successivamente, sino al periodo Saitico (con la XXVI dinastia) e Tolemaico.

## Titolare
TT323 era la tomba di:
| Titolare | Titolo                                                   | Necropoli      | Dinastia/Periodo       | Note |
| -------- | -------------------------------------------------------- | -------------- | ---------------------- | ---- |
| Peshedu  | Disegnatore nel Luogo della Verità e nel tempio di Sokar | Deir el-Medina | XIX dinastia (Sethy I) |      |

## Biografia

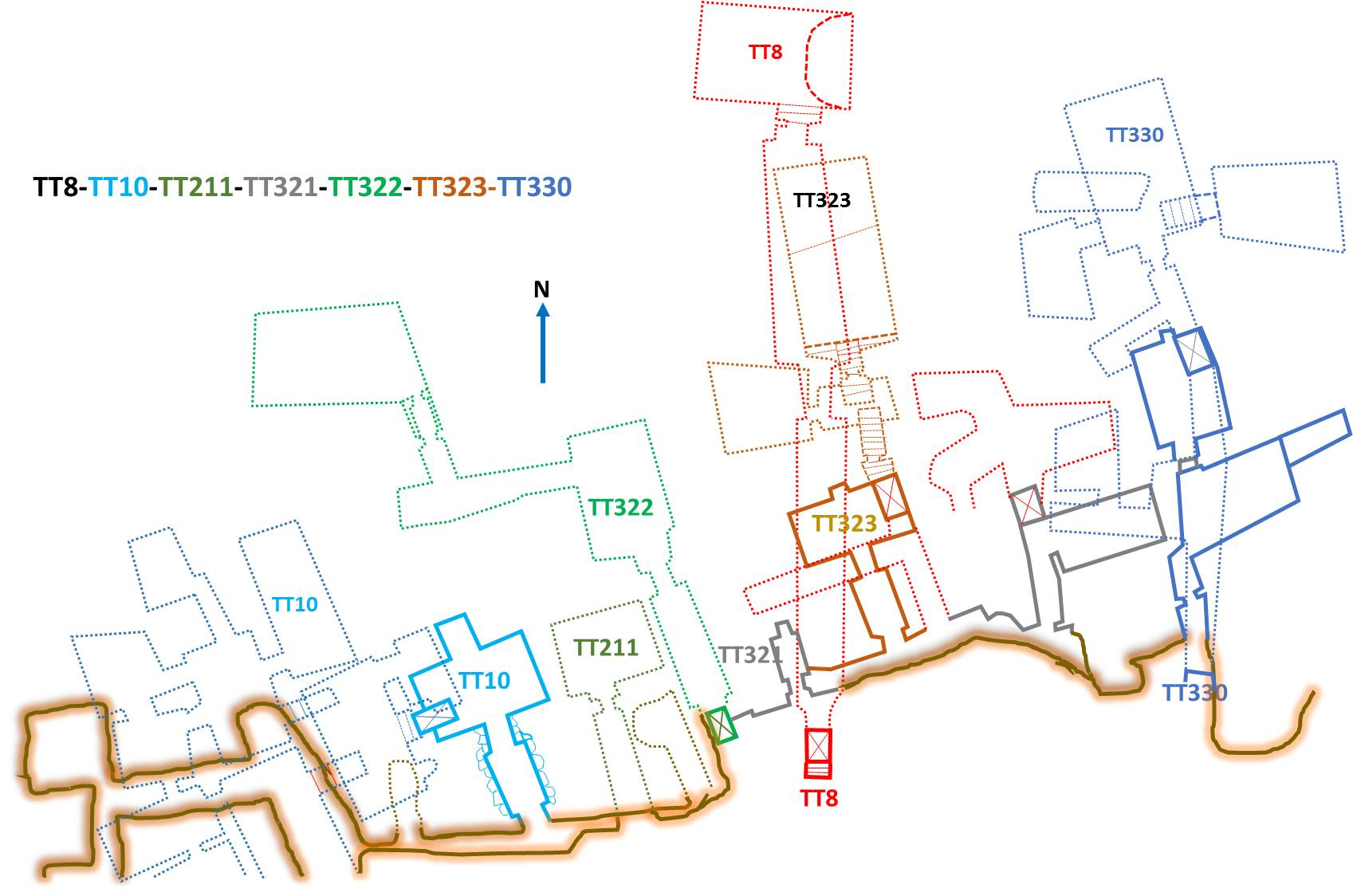
Planimetria schematica della concentrazione e sovrapposizione delle tombe TT8-10-211-321-322-323-330

Il padre, Amenemhet, era a sua volta disegnatore del tempio di Sokar; sua madre era Mutnefert e sua moglie Nefertere

## La tomba
La camera funeraria sotterranea di TT323 presenta, ai lati della porta di accesso, il falco dell'Occidente (1 in planimetria) e l'uccello Benu (2); sulle pareti laterali: in due scene (3) i genitori del defunto e altri parenti in presenza di Ptah-Sokar e la dea Nut inginocchiata tra due divinità mummiformi e in presenza di un pilastro Djed. Sulla parete opposta (4): in due scene, i genitori in presenza di Osiride e della dea dell'Occidente (Hathor) e la dea Iside inginocchiata tra due divinità mummiformi e in presenza del simbolo Sa, ovvero figlio. Sul fondo (5), sul timpano superiore, ba adorano il disco solare sorretto dalla dea Nut; in basso, Anubi esegue riti sulla mummia in presenza delle dee Nephtys e Iside. Dalla TT323 provengono frammenti di una stele recante Sethy I con il defunto dinanzi a Osiride.

### Annotazioni
1. ↑  La numerazione dei locali e delle pareti segue quella di Porter e Moss 1927, p. 382.
2. ↑  La prima numerazione delle tombe, dalla numero 1 alla 252, risale al 1913 con l'edizione del "Topographical Catalogue of the Private Tombs of Thebes" di Alan Gardiner e Arthur Weigall. Le tombe erano numerate in ordine di scoperta e non geografico; ugualmente in ordine cronologico di scoperta sono le tombe dalla 253 in poi.
3. ↑  I campi della Duat, ovvero l'aldilà egizio, si trovavano, secondo le credenze, proprio sulla riva occidentale del grande fiume.
4. ↑  Nella sua epoca di utilizzo, l'area era nota come "Quella di fronte al suo Signore" (con riferimento alla riva orientale, dove si trovavano le strutture dei Palazzi di residenza dei re e i templi dei principali dei) o, più semplicemente, "Occidente di Tebe".
5. ↑  le Tombe dei Nobili, benché raggruppate in un'unica area, sono di fatto distribuite su più necropoli distinte.
6. ↑  Le note, sovente di inquadramento topografico della tomba, sono tratte, fino alla TT252, dal "Topographical Catalogue" di Gardiner e Weigall, ed. 1913 e fanno perciò riferimento alla situazione dell'epoca.

### Fonti
1. ↑  Porter e Moss 1927,  p. 391.
2. ↑  Gardiner e Weigall 1913.
3. ↑  Donadoni 1999,  p. 115.
4. ↑  Porter e Moss 1927, p. 391.
5. ↑  Porter e Moss 1927, p. 394.
6. ↑  Porter e Moss 1927,  pp. 394-395.